# Eduardo Expósito Jaén
Eduardo "Edu" Expósito Jaén (Cubelles, 1 d'agost de 1996) és un futbolista català que juga com a migcampista pel RCD Espanyol. És internacional amb la selecció catalana

## Carrera de club

### Deportivo La Corunya
Expósito es va formar al planter del CF Damm, després d'inicis als CF Cubelles, CF Vilanova i CF Gavà. El 20 de juliol de 2015, va signar contracte per dos anys amb el Deportivo de La Coruña, i fou inicialment assignat al Deportivo de La Coruña B a Tercera Divisió.
Expósito va debutar com a sènior el 23 d'agost de 2015, entrant com a suplent a les darreries del partit en una victòria per 1–0 a fora contra el CD Boiro. Va marcar el seu primer gol el 13 de setembre, el primer del partit en un empat 1–1 a casa contra l'Alondras CF.
Expósito va esdevenir titular habitual amb l'equip B, i fou convocat per primer cop amb el primer equip el 2 d'abril de 2017, tot i que va romandre a la banqueta, en una derrota per 0–3 a fora en partit de lliga contra el València CF. Va debutar en la competició el 7 de maig, com a titular, en una derrota per 1–2 a casa contra el RCD Espanyol en la qual fou substituït per Carles Gil a la mitja part.
El 13 d'octubre de 2017, Expósito va renovar contracte fins al 2022, i fou definitivament promocionat al primer equip per la temporada 2018–19, en què l'equip estava a Segona Divisió. Va marcar el seu primer gol com a professional el 8 de desembre de 2018, el primer del partit en un empat 2–2 a casa contra el CD Numancia.

### Eibar
El 13 de juliol de 2019, Expósito va signar contracte per cinc anys amb la SD Eibar de primera divisió. Hi va debutar en entrar al minut 32 de partit en lloc de Gonzalo Escalante el 17 d'agost contra el RCD Mallorca en un partit que acabaria en derrota 2-1. Va marcar el seu primer gol de lliga pel club el 29 de setembre contra el Celta de Vigo.

### RCD Espanyol
El 8 d'agost de 2022, Expósito va signar contracte per cinc anys amb el RCD Espanyol de primera divisió.

## Internacional

### Catalunya
El 28 de maig de 2025 va disputar amb la selecció catalana el partit contra Costa Rica, en què va debutar amb la selecció i a més va marcar un dels dos gols de la victòria per 2 a 0 a l'Estadi Johan Cruyff.

## Estadístiques
A 9 juny 2019
| Club                   | Temporada    | Divisió        | Lliga   | Lliga | Copa    | Copa | Europa  | Europa | Altres  | Altres | Total   | Total |
| Club                   | Temporada    | Divisió        | Partits | Gols  | Partits | Gols | Partits | Gols   | Partits | Gols   | Partits | Gols  |
| ---------------------- | ------------ | -------------- | ------- | ----- | ------- | ---- | ------- | ------ | ------- | ------ | ------- | ----- |
| Deportivo de La Coruña | 2016–17      | La Liga        | 1       | 0     | —       | —    | —       | —      | —       | —      | 1       | 0     |
| Deportivo de La Coruña | 2017–18      | La Liga        | 3       | 0     | 2       | 0    | —       | —      | —       | —      | 5       | 0     |
| Deportivo de La Coruña | 2018–19      | Segona Divisió | 35      | 2     | 1       | 0    | —       | —      | 4       | 0      | 40      | 2     |
| Career Total           | Career Total | Career Total   | 39      | 2     | 3       | 0    | 0       | 0      | 4       | 0      | 46      | 2     |